# Иван Щерьов
Иван Щерьов Спасов е български революционер, четник, деец на Вътрешната македоно-одринска революционна организация.

## Биография
Иван Щерьов е роден в 1888 година в битолското село Велмевци, тогава в Османската империя, днес в Северна Македония. Влиза във ВМОРО.
При избухването на Балканската война в 1912 година е доброволец в Македоно-одринското опълчение, в 1 рота на 6 охридска дружина. Награден е с орден „За храброст“, IV степен. 
Участва в Първата световна война в Единадесета пехотна македонска дивизия. Награден е с ордени „За храброст“, IV и III степен.
Умира на 14 юли 1939 година.